# Luz (Lagos)
Pour les articles homonymes, voir Luz.
Luz est une commune portugaise (freguesia) de 3 068 habitants, appartenant à la municipalité de Lagos dans la région de l'Algarve.
La freguesia de Luz comprend les jolis villages traditionnels d'Almádena et d'Espiche.

## Culture locale et patrimoine

### Lieux et monuments
- Église Notre-Dame de Luz